# Huis Severen
Huis Severen is een achttiende-eeuwse kasteelachtige buitenplaats gelegen in Amby in de Nederlandse gemeente Maastricht. Het landgoed Severen maakt deel uit van de landgoederenzone Buitengoed Geul & Maas.

## Geschiedenis en bewoners
De geschiedenis van Huis Severen begint in de late middeleeuwen. Het huis was toen in bezit van de familie Van 't Zievel. Van deze familie is de huidige naamgeving afkomstig; Severen is een verbastering van Zievel, wat zoveel betekent als 'drassig terrein', verwijzend naar de grond waar het kasteel op gebouwd was. Na de familie Van 't Zievel kwam het huis achtereenvolgens in bezit van de families Van Streithagen, Rietraet, Pain et Vin, Van Slijpe en Stevens. In 1569 overleed op het kasteel Sancho de Londoño, Spaans militair gouverneur van Maastricht.
In 1647 werd de nog bestaande kasteelhoeve gebouwd door majoor Pain et Vain. Diens dochter trouwde met Adriaan van Slijpe. Hun zoon, de latere burgemeester Godert van Slijpe (1698-1753), bouwde het huidige hoofdgebouw, met zijn rode baksteengevels en symmetrische indeling een 'Hollands' aandoend buitenhuis. Leden van de familie Van Slijpe bewoonden het huis van 1742 tot 1880. Een van hen, Jan Godart van Slijpe (1757-1838), was tevens burgemeester van Amby van 1808 tot 1815.
In 1880 werd het landgoed geveild en verwierf de rijke wapenfabrikant Prosper Stevens het. Hij kocht Severen van de opbrengst van de verkoop van de wapenfabriek Manufacture royale des armes à feu, die in 1847 door zijn vader Petrus Stevens was opgericht. Stevens liet in de daaropvolgende jaren een aantal toevoegingen aanbrengen, waardoor het karakter van het huis sterk veranderde. Zo werden tegen de zijgevels twee serres gebouwd en verrees aan de achterzijde een neoclassicistische portico. Ook de typerende balustrades dateren uit deze periode. Ook de tuinen nam Stevens onder handen. Op het bijna 48 ha. grote landgoed ontsprongen zeven bronnen. Om het drassige gebied te ontwateren, liet hij verschillende vijvers aanleggen.
In 1912, nadat Stevens kinderloos was gestorven, vestigde de van oorsprong Luikse zustercongregatie Soeurs de la Miséricorde ("Zusters van Barmhartigheid") er een voogdijgesticht voor verlaten en verwaarloosde meisjes in de schoolgaande leeftijd. De zusters bezaten in Maastricht het klooster en opvanghuis Maison de la Miséricorde aan de Capucijnenstraat en runden tevens het St.-Vincentiusgesticht voor jongvolwassen wezen in de Sint Pieterstraat. Op het landgoed in Amby werd een school gebouwd en in 1920 verrees naast het landhuis een neogotische kapel, ontworpen door de architect Guillaume Knols (zie luchtfoto hiernaast).
In 1986 werd het complex aangekocht door de woningcorporatie Maasvallei, die de kapel en verscheidene andere bijgebouwen liet slopen, en van het landhuis de benedenverdieping in oude stijl restaureerde en op de bovenverdiepingen appartementen inrichtte. In 1997 vestigde de verpleegkliniek De Zeven Bronnen zich ten zuiden van het terrein. In 2019 werd de restauratie en herinrichting van de kasteelhoeve voltooid. In de hoeve zijn acht sociale huurwoningen gerealiseerd.

## Beschrijving

### Exterieur
Het huidige kasteel is een omgracht herenhuis met wolfdak en is in 1742 gebouwd door Godaert van Slijpe op de plek van een laatmiddeleeuwse voorganger. Over een boogbrug heeft men toegang tot het huis, door een poort met een gebeeldhouwde omlijsting in Lodewijk XV-stijl, waarin het alliantiewapen van de families Van Slijpe en Bogaert is verwerkt. De achtergevel met daaraan grenzend een terras met hardstenen balustrade, heeft een middenrisaliet met afhangende guirlandes en daarboven een dak-erker. Daarin is aan de top een onderbroken fronton te zien, waar een ovaal zoldervenster in is aangebracht. Aan de zijkanten van het huis bevinden zich in het oog springende serres, die in 1880 zijn aangebouwd, en aan de tuinzijde een portico met dubbele zuilen uit dezelfde tijd.

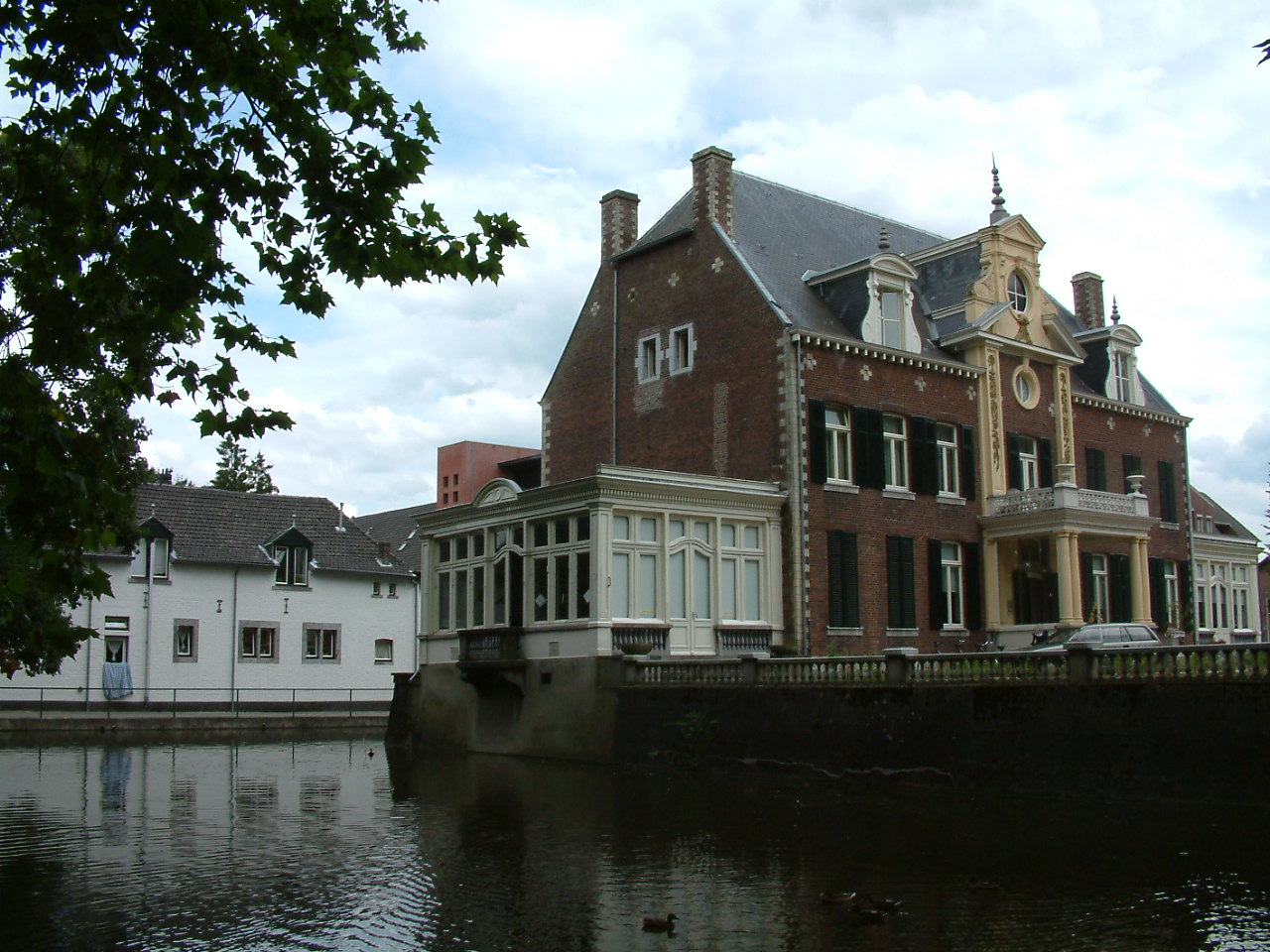
Hoofdgebouw, noordwestzijde
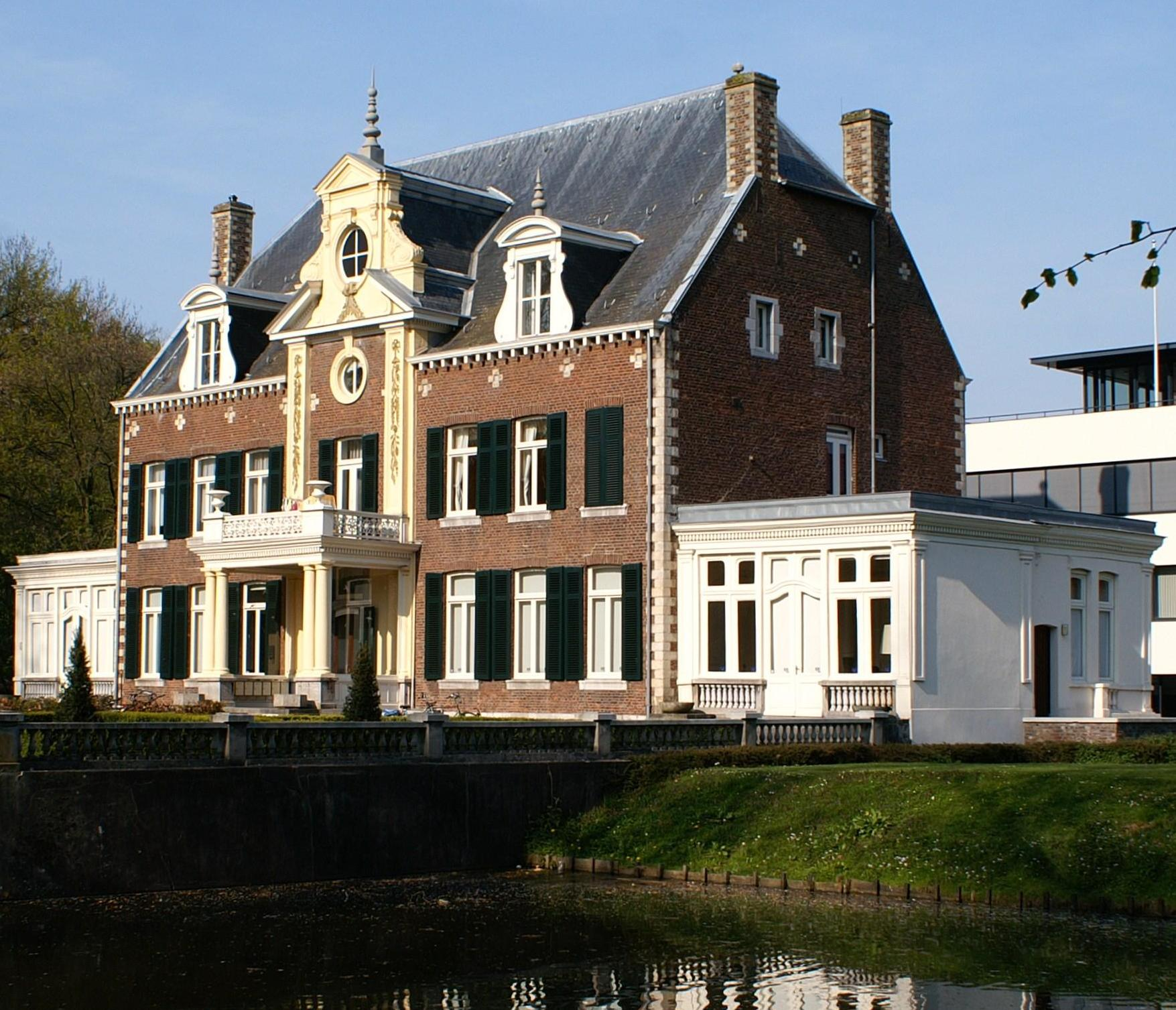
Hoofdgebouw, zuidwestzijde
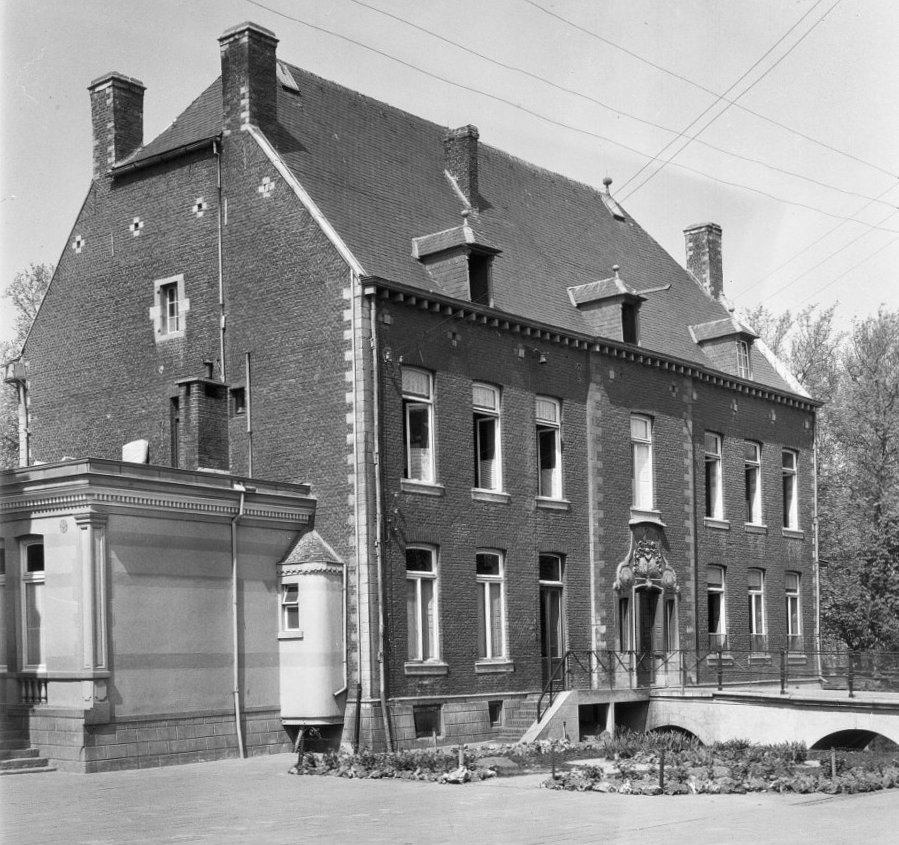
Oostgevel, 1954
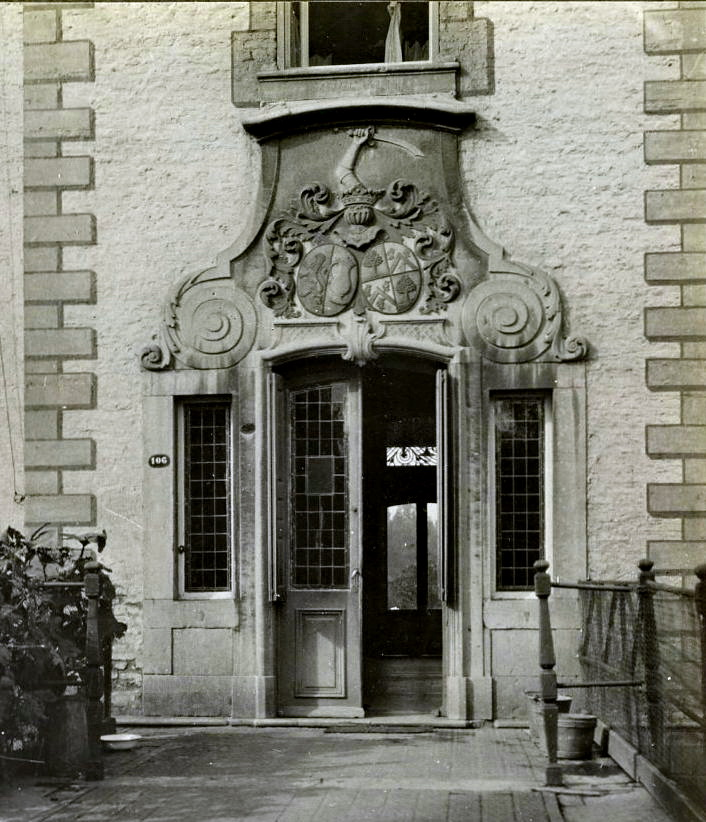
Idem, detail entree, 1924

### Interieur
Het huis heeft een rijk interieur in achttiende-eeuwse régencestijl. Delen van het stucwerk en wandschilderingen zijn bewaard gebleven.

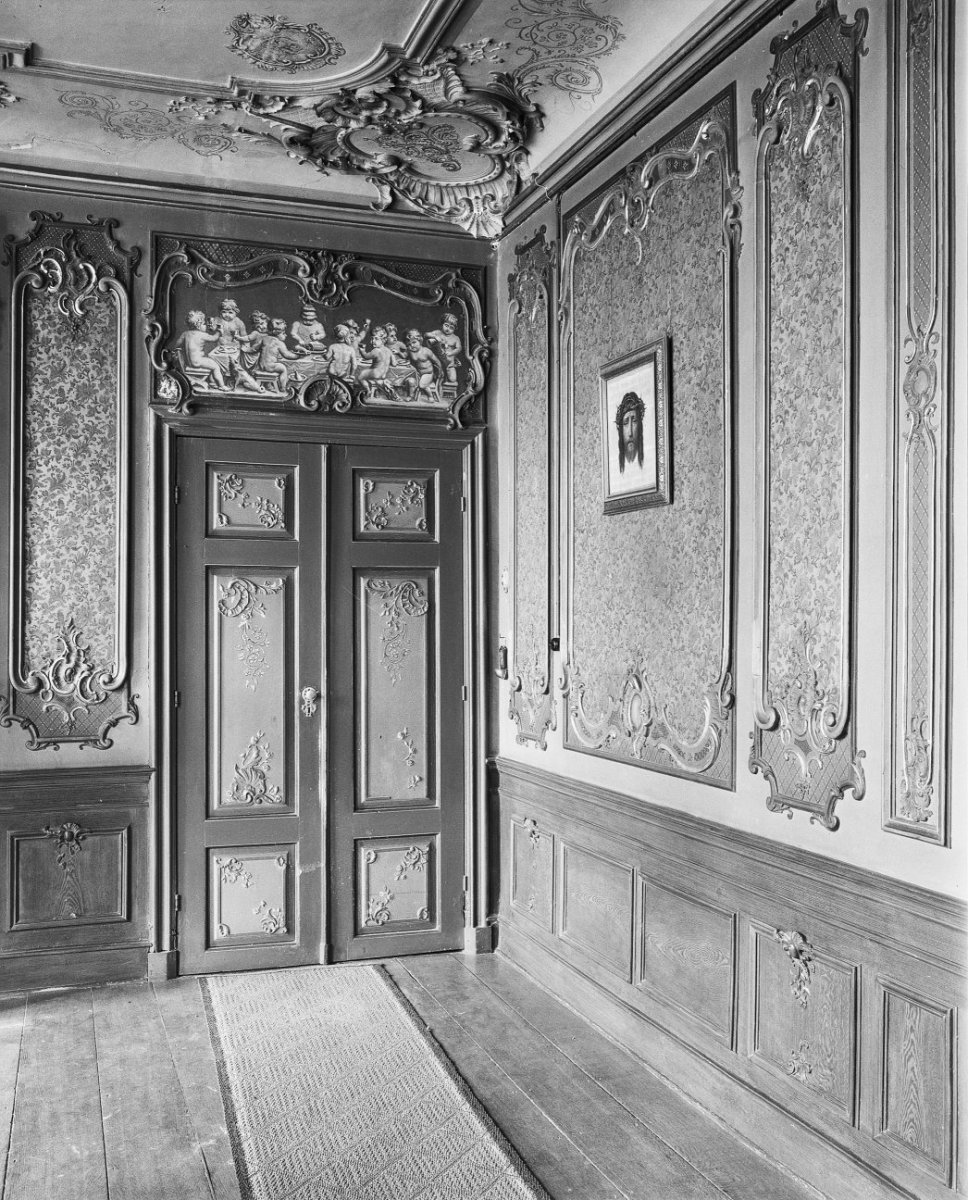
Salon, 1958
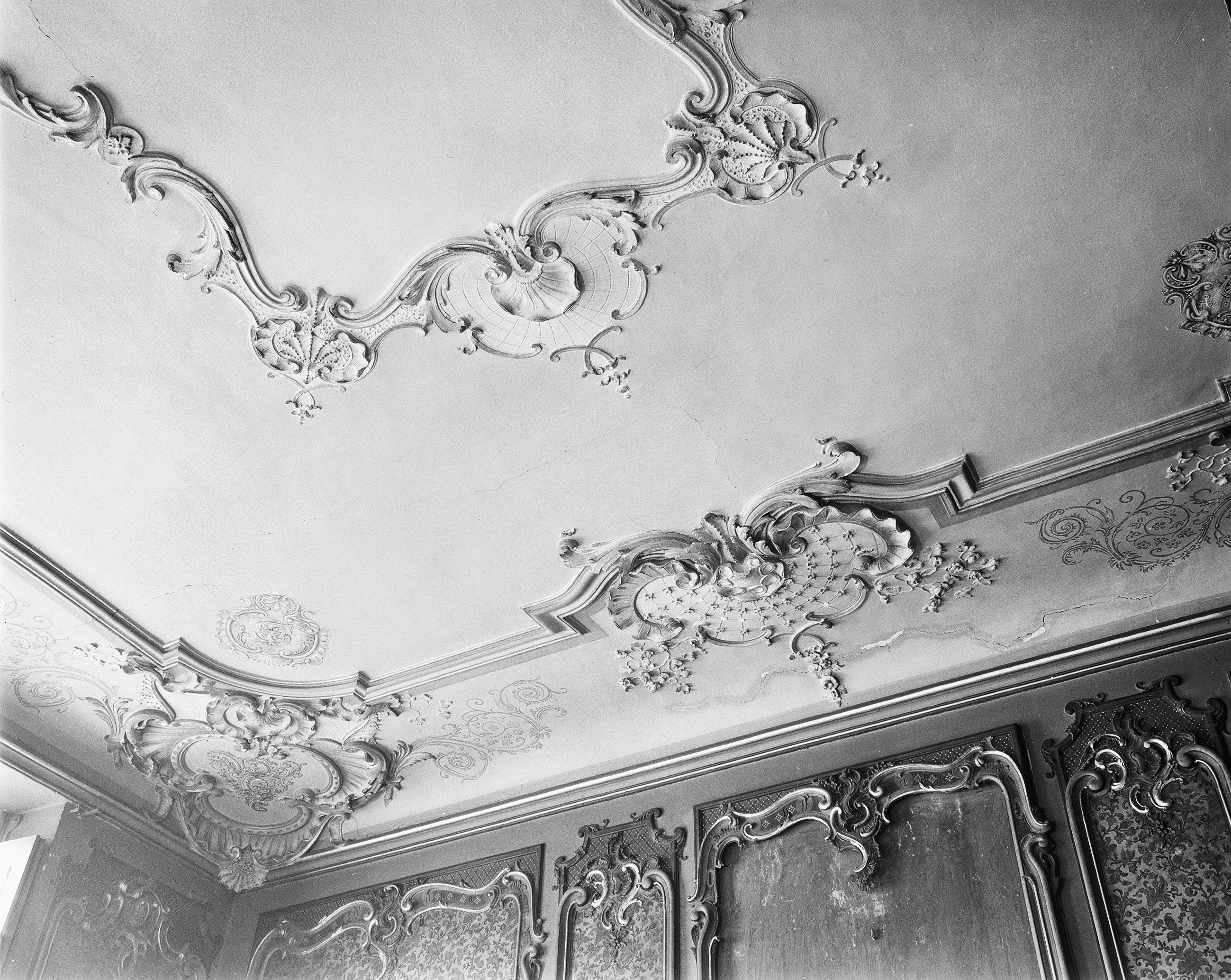
Stucplafond
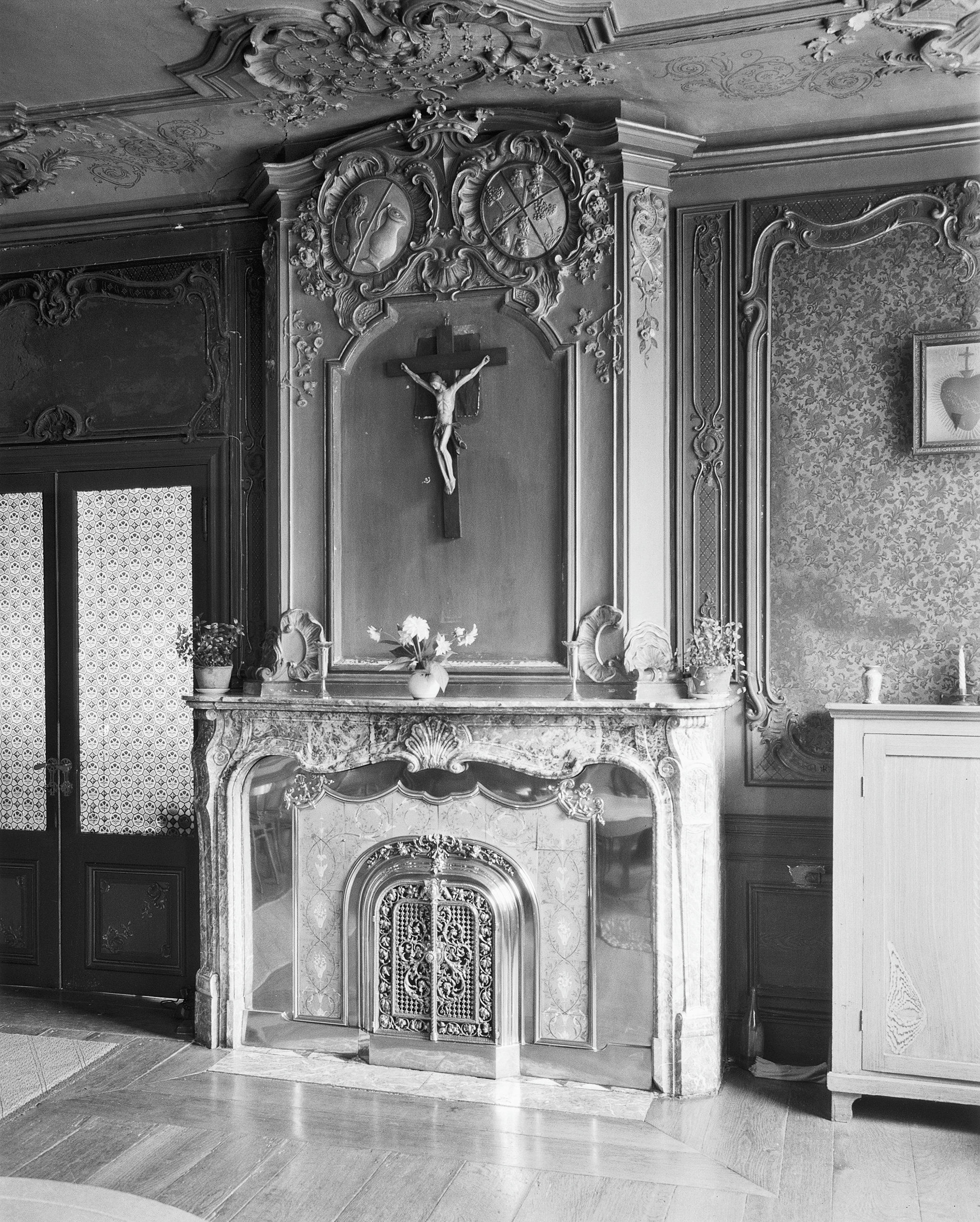
Schouw
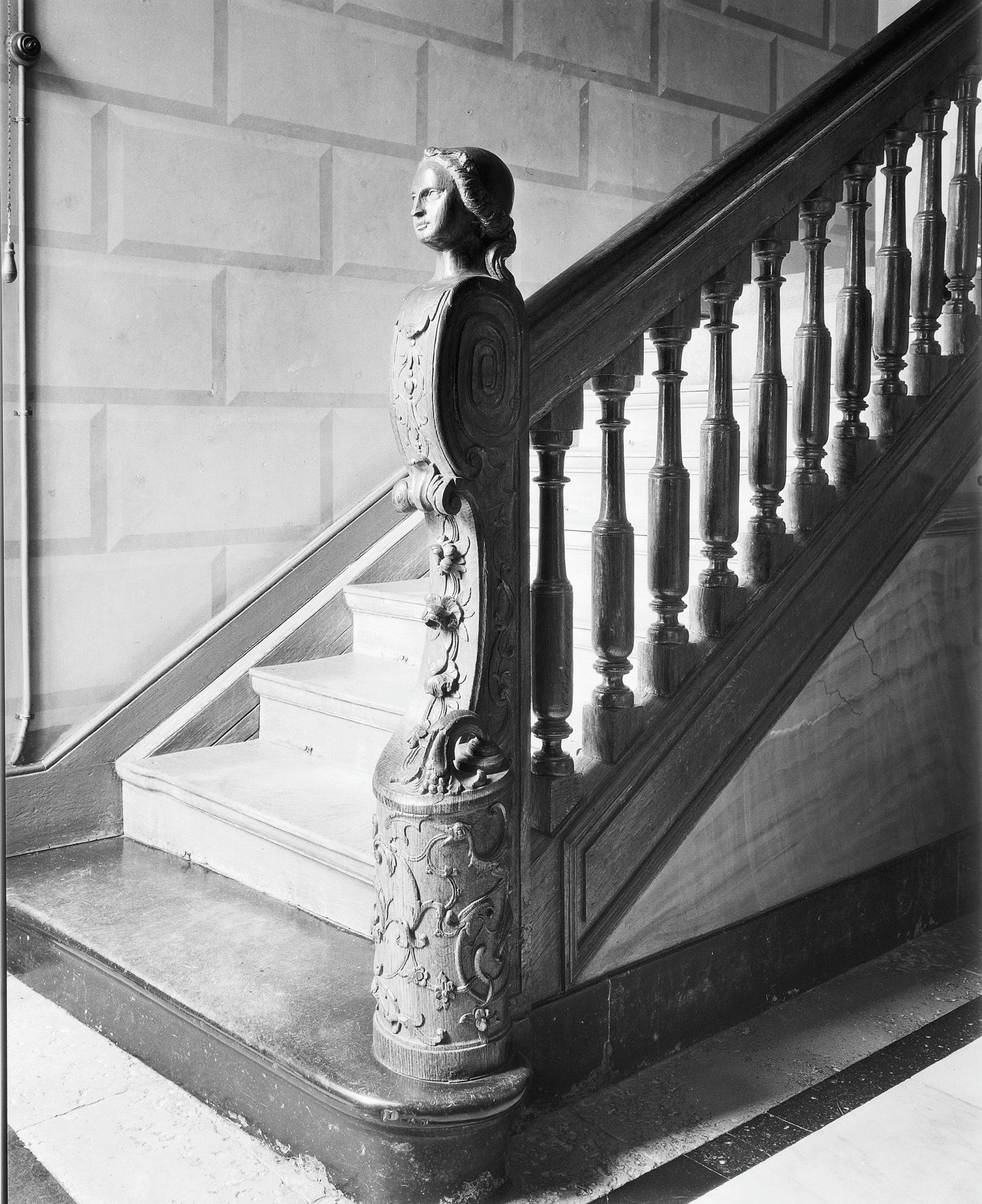
Trapbalustrade

### Parkaanleg

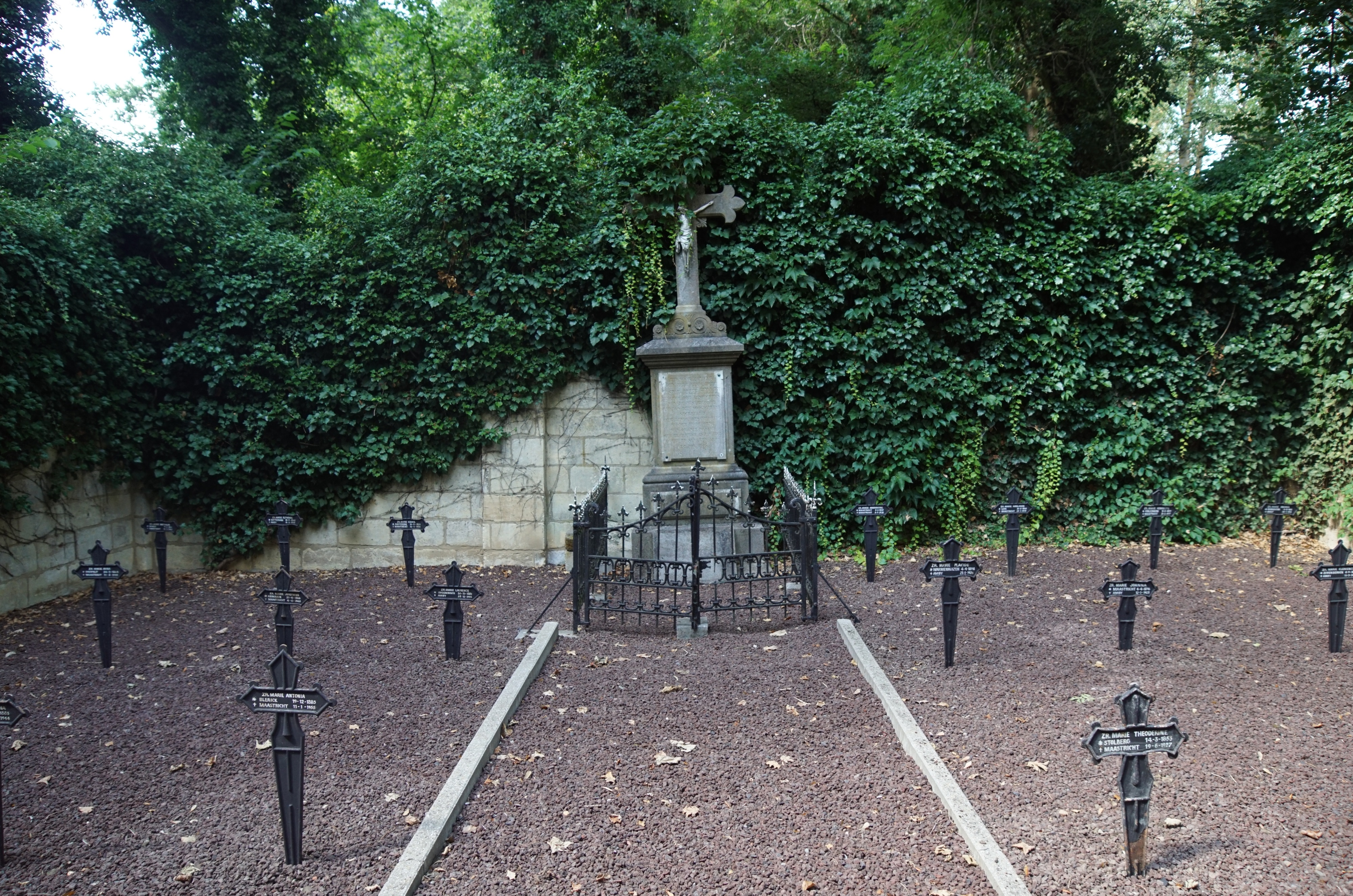
Begraafplaats Zusters van Barmhartigheid

Om het hoofdgebouw ligt een brede gracht met aan de oost- en westzijde een brug. Aan de noord- en westzijde ligt een in late landschapsstijl ingericht park uit circa 1880 met enkele waterpartijen, bruggen, oude bomen en een Lourdesgrot. Een piëdestal in rococostijl uit circa 1750 droeg ooit een klassieke tuinvaas en wellicht ook een beeld van Bacchus, dat zich eind twintigste eeuw in de tuin van de nabije Gravenshof bevond. In het noordelijk deel van het park bevindt zich de ommuurde begraafplaats van de Zusters van Barmhartigheid. De eenvoudige, gietijzeren kruisen staan aan weerszijden van een centraal pad, dat eindigt bij het hardstenen grafmonument van rector Casper Hillen. Het park met enkele daarin aanwezige losse elementen, alsmede de begraafplaats, zijn gemeentelijke monumenten.

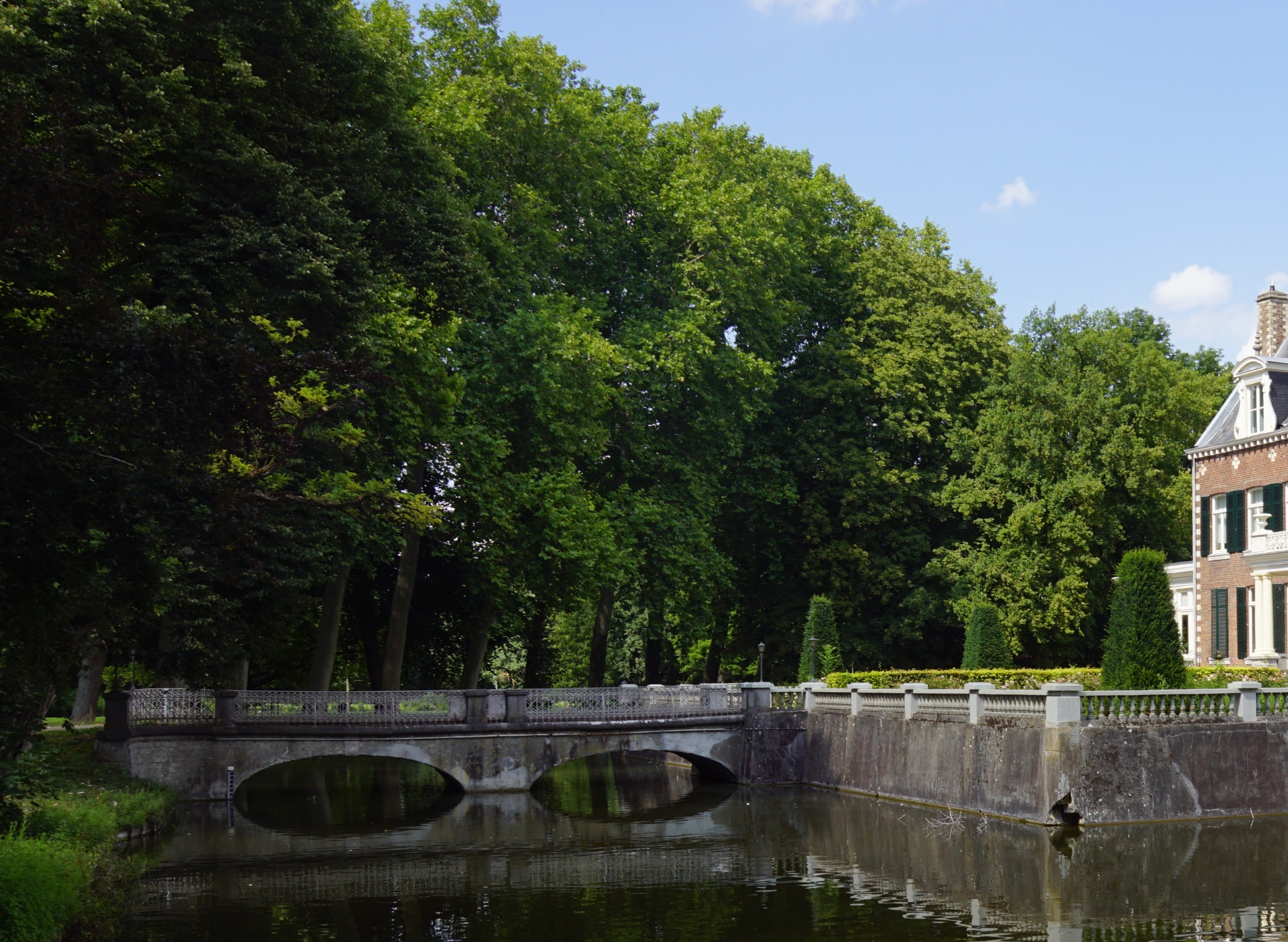
Gracht, brug en terras
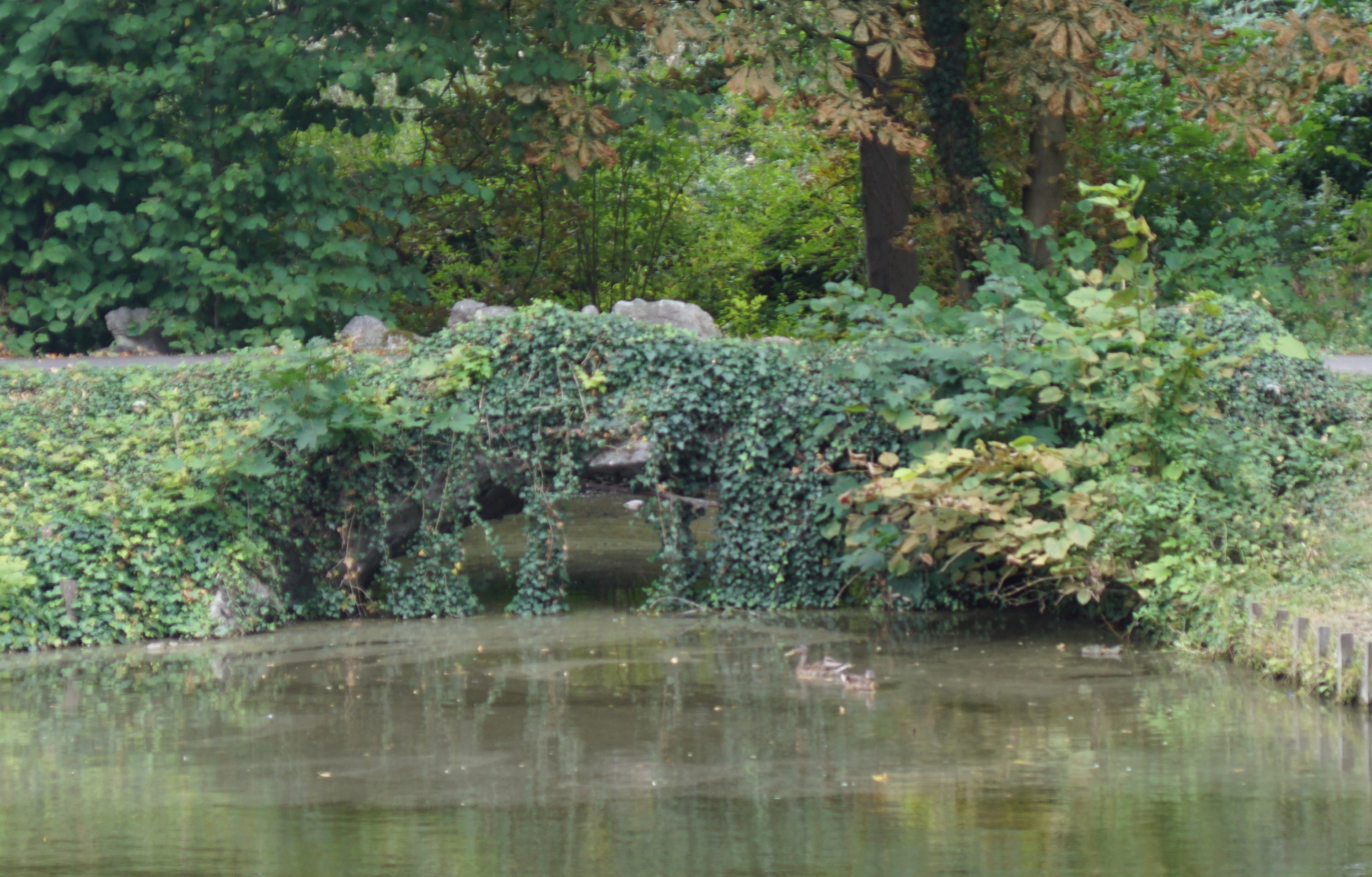
Vijver met overgroeide brug
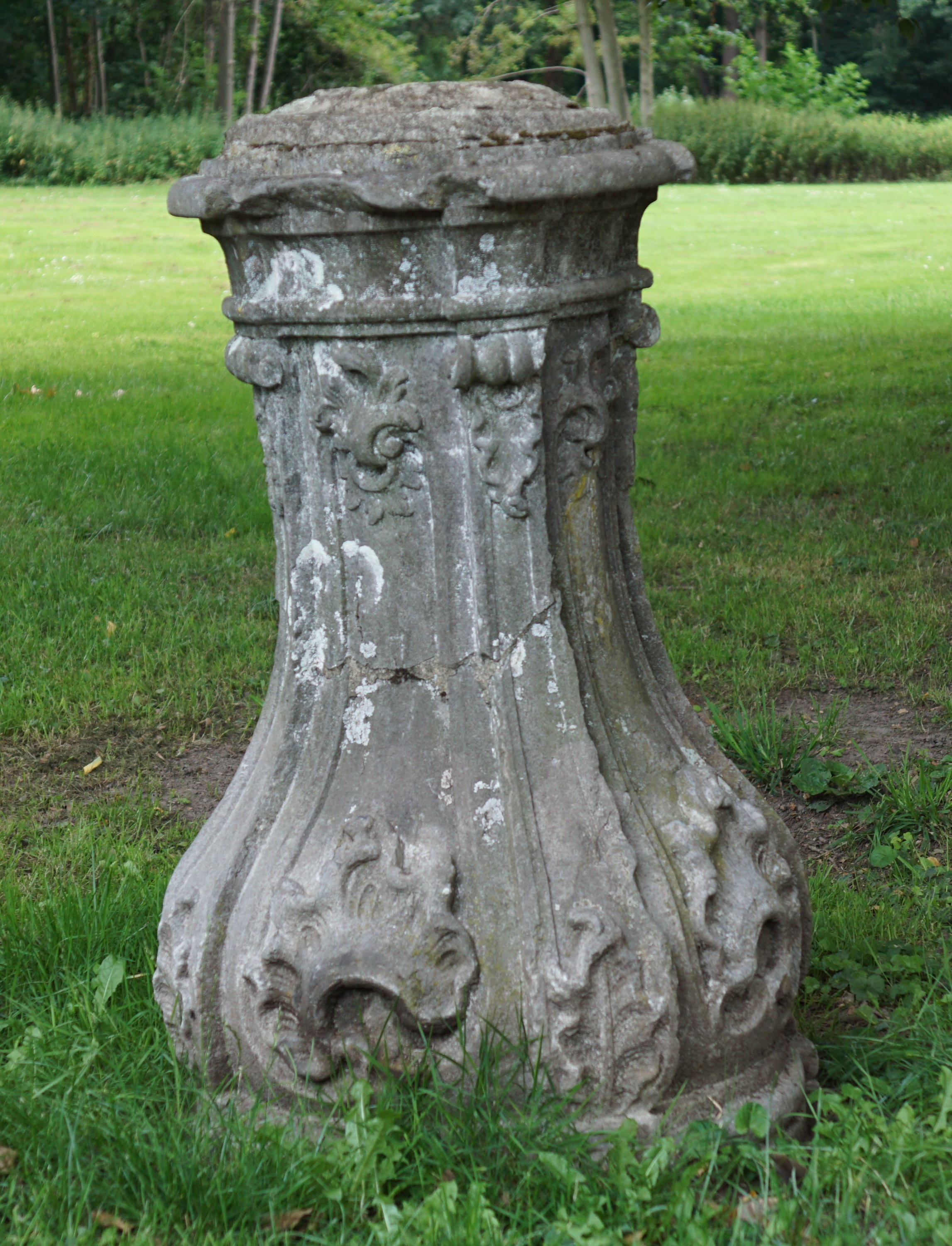
Piëdestal
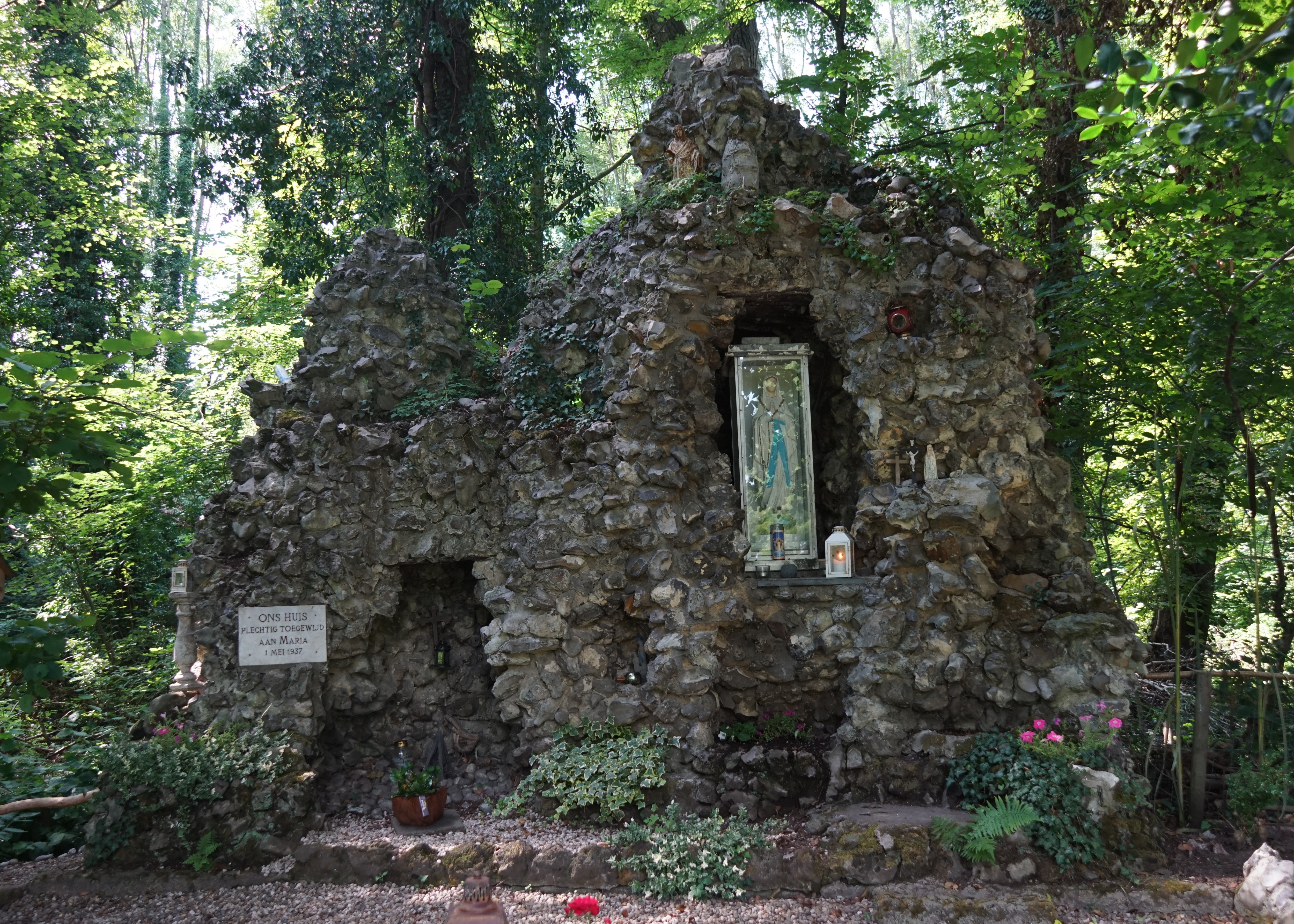
Lourdesgrot

### Hoeve Severen
Bij het huis ligt een wit gepleisterde voorburcht met een gesloten vierkantshoeve uit de zeventiende eeuw, Hoeve Severen genaamd. Het poortgebouw in Maaslandse renaissancestijl is uit 1647 en is in 1700 verhoogd en voorzien van een koepeldak met een lantaarn. Het heeft een ingezwenkte lijstgevel waarin een fronton is aangebracht. In het fronton is het wapen van de familie Pain et Vin zichtbaar. Aan de oostzijde is de huisweide bewaard gebleven als buffer tussen de hoeve en de nieuwbouwwijk. Een deel van de weide is opnieuw beplant met hoogstambomen. Twee natuurstenen hekpijlers markeren de overgang naar het park.

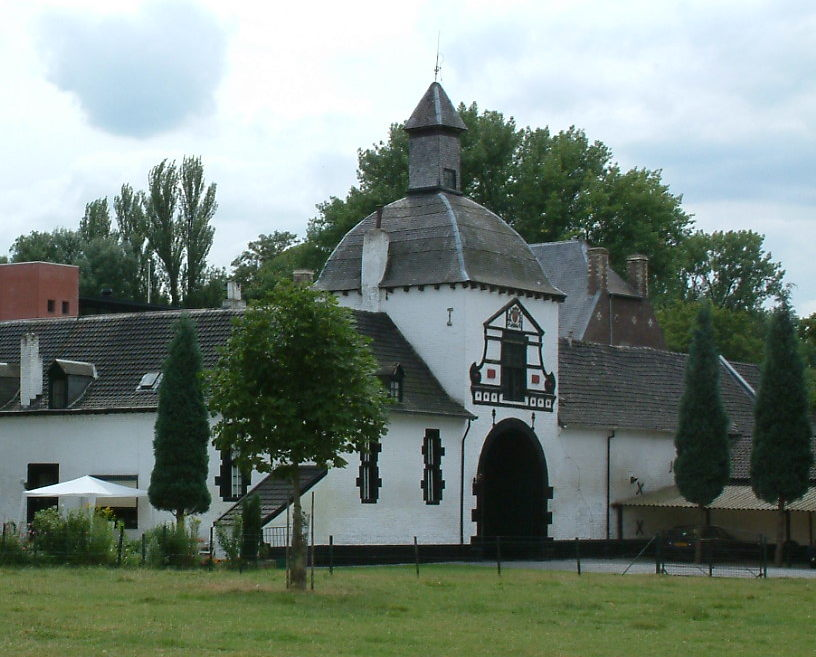
Hoeve Severen, poortgebouw
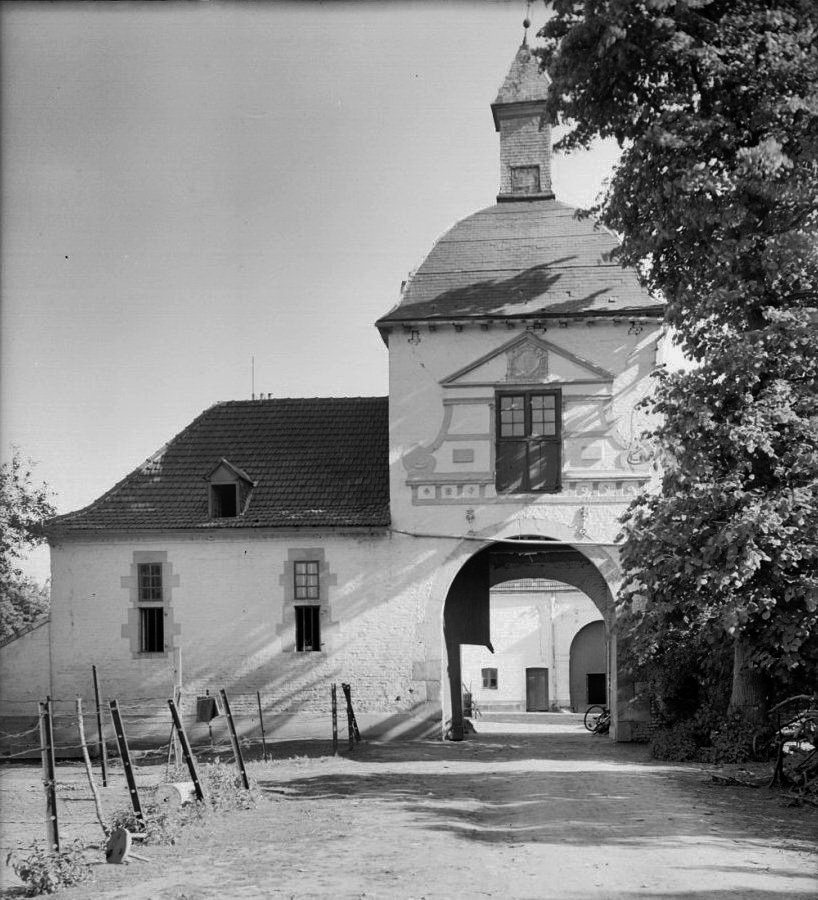
Idem, ca. 1920
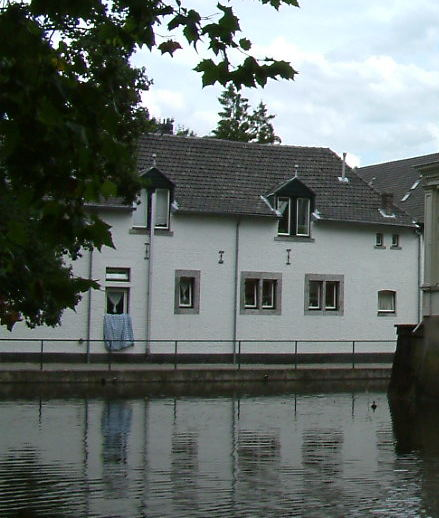
Westvleugel
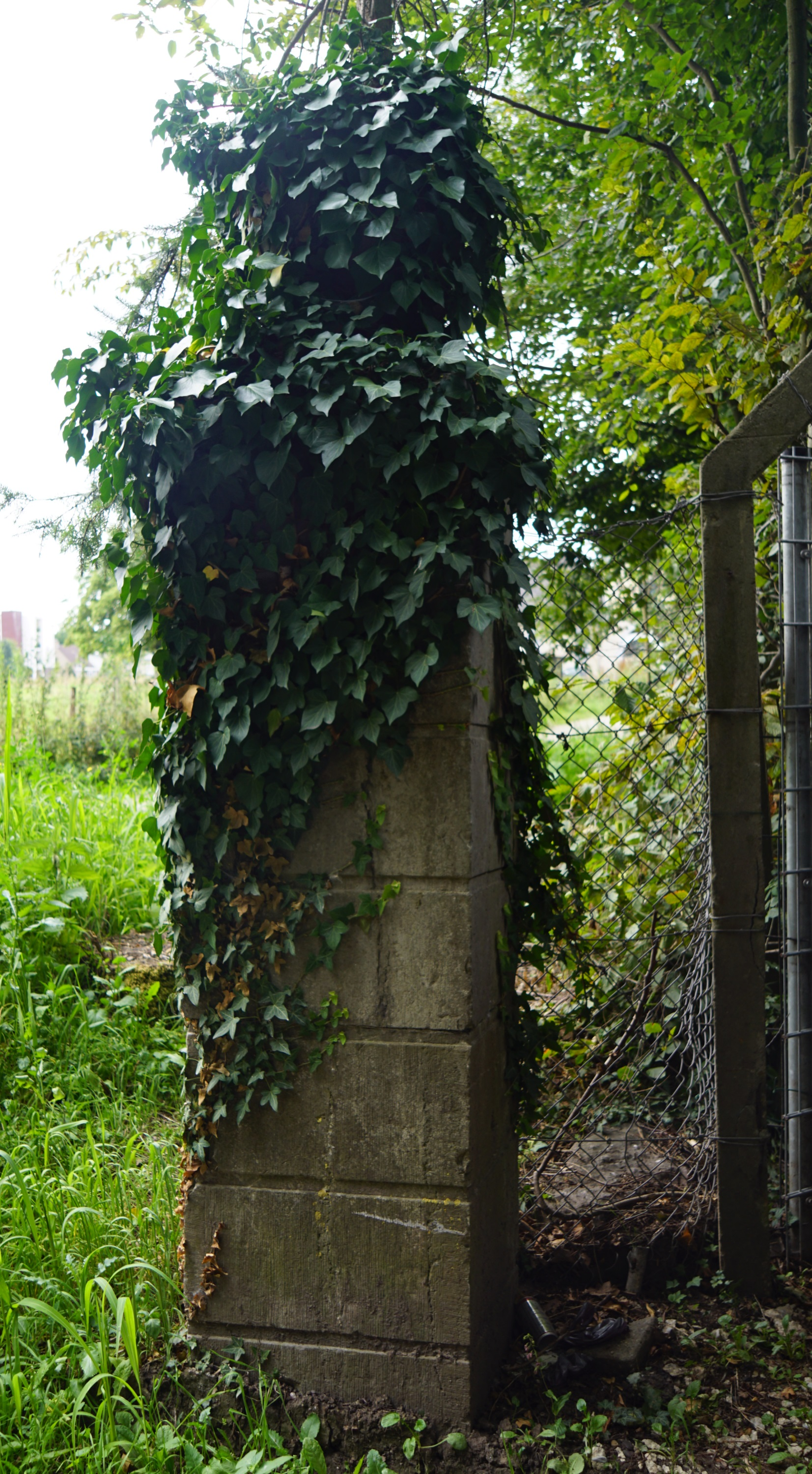
Hekpijler

Aerwinkel · Kasteel Afferden · Aldt Huys · Aldenborgh · Kasteel Aldenghoor · Aldenhoven · Alte Burg · Kasteel Amstenrade · Slot Annendael · Kasteel Arcen · Baersdonck · Bakvliet · Baronsberg · Baxhof · Beegden ·  Benzenrade · Kasteel De Berckt · Kasteel Bethlehem · Beusdaelshof · Binsfeld · Huis Blankenberg · Kasteel Bleijenbeek · Blitterswijck · Boerlo · Bolberg · Bollenberg · Kasteel De Bongard · Borggraaf · Kasteel d'Erp · Kasteel Borggraaf · Kasteel Borgharen · Kasteel Born · Huis Bree · Breust · Kasteel Broekhuizen · Broekhuizen · Gracht Burggraaf · Kasteel De Burght · Kasteel Cartils · Cloppenburg (Oost-Maarland) · Kasteel Cortenbach · Huis De Dael · Dammerscheid · Kasteel De Bockenhof · De Donck (Sevenum) · De Donck (Swolgen) · De Dorth ·  Huis ten Dijcken · Kasteel Doenrade · De Doom · Douve · Douvenrade · De Dries · Kasteel Erenstein · Kasteel Eijsden · Eijsden · Einrade · Kasteel Elsloo · Ensenbroek · Eperhuis · Etzenraderhuuske · Exaten · Kasteel Eijckholt · Kasteel Eyckholt · Eys · Gastendonck · Kasteel Genbroek · Gebroken Slot · Kasteel Geijsteren · Kasteel Op Genhoes · Kasteel Genhoes · Genneperhuis · Kasteel Het Geudje · Kasteel Geulle · Kasteel Geusselt · Geijsteren · Gen Heck · Ghoor · Kasteel Goedenraad · Kasteel Grasbroek · Kasteel Groenendaal · Groethof · Groot Paarlo · Kasteel van Gronsveld · De Gun ·Kasteel Haeren · Kasteel Den Halder · Heerlaer · Heeze · Heijen · 's-Herenanstel · Kasteel Hillenraad · Kasteel Hoensbroek · Hoenshuis · Holstrate · Holtmühle · Huize Holtum · Kasteel Horn · De Horst · Huys ter Horst · Ten Hove (Grathem) · Ten Hove (Panningen) · Huis Brias · Huis Darth ·  Kasteel Hurpesch · Kasteel Sint-Jansgeleen · Kasteel Jerusalem · Kasteel Kaldenbroek · Den Kamp · Kasteel Karsveld · Kasteel Keverberg · Klein Paarlo · Klimmender Huuske · De Kolck · Koppelberg · Laar · Landsfort · Kasteel Lemiers · Kasteelruïne Lichtenberg · Kasteel Limbricht · Lonesteyn · Huize Lovendael · Mazenburg · Kasteel van Meerlo · Kasteel Meerssenhoven · Meezenbroek · Kasteel van Mheer · Middelaar · Kasteel Millen · Kasteel Montfort · Movert · Mulrode · De Munt · Château Neercanne · Kasteel Neubourg · Nienghoor · Huis Nierhoven · Kasteel Nieuwenbroeck · Nije Huys · Kasteel Nijenborgh · Kasteel Nijswiller · Nijthuysen · Kasteel Obbicht · Oedenrade · Kasteel Ooijen · Kasteel Oost (Valkenburg) · Kasteel Oost (Oost-Maarland) · Kasteel Ouborg · Overen · Kasteel Passarts-Nieuwenhagen · Prickenis · Prinsenhof · Puth · De Putting · Raath · De Raay · Ravenhof · Kasteel Reijmersbeek · Kasteel van Rijckholt · Kasteel Rivieren · Rodenbroek · Rosendaal · Kasteel Schaesberg · Kasteel Schaloen · Te Scharen · Schenkenburg · Kasteel Scheres · De Spijker (Geijsteren) · De Spijker (Leeuwen) · Huis Severen · Sibberhuuske · Château St. Gerlach · Spraland · Huis De Spyker · Huize Stalberg · Stalberg (Wellerlooi) · De Steeg · Kasteel Stein · Steinhagen · Steenen Huis · Stoel van Swentibold · Strijthagen (Landgraaf) · Strijthagen (Welten) · Struyver · Kasteel Terborgh · Terlinden (Wijnandsrade) · Terveurdt · Ter Weyer · Kasteel Ter Worm · De Tombe · Huis De Torentjes · Triest · Trippaert · Kasteel Vaalsbroek · Kasteel Vaeshartelt · Valkenburg · Vliek · De Vroenhof · Vrijburg · Kasteel Wambach · Warenberg · Well · Weyershof ·  Wijlre · Kasteel Wijnandsrade · Wijnandsrade · Wijnantshof · Wissegracht · Huize Witham · Kasteel Wittem · Wolfrath · Wylre